# 五月廿四
五月廿四，农历五月第二十四天。

## 出生
- 1993年，前立法會議員羅冠聰（陽曆7月13日出生）

## 逝世
- 580年，北周静帝大象二年 — 周宣帝宇文赟
- 638年，唐太宗贞观十二年 — 虞世南
- 1062年，北宋仁宗嘉祐七年 — 包拯
- 1408年，朝鲜太宗九年 — 朝鲜李朝太祖李成桂
- 1664年，清圣祖康熙三年 — 钱谦益

## 其他内容
- 十斋日

## 参看
- 日历
- 五月廿二 - 五月廿三 - 五月廿四 - 五月廿五 - 五月廿六
- 四月廿四 - 五月廿四 - 六月廿四
- 正月 - 二月 - 三月 - 四月 - 五月 - 六月 - 七月 - 八月 - 九月 - 十月 - 十一月 - 腊月
- 公历5月24日